# Pomnik Włodzimierza Lenina w Mińsku
Pomnik Włodzimierza Lenina w Mińsku – miński pomnik Włodzimierza Lenina.
Pomnik zaprojektowany został przez Matwieja Manizera i postawiony w 1933. Został usunięty po ataku Niemiec na ZSRR w 1941, jednak po II wojnie światowej został ponownie zainstalowany. Znajduje się na centralnym placu białoruskiej stolicy - Placu Niepodległości, przed monumentalnym Domem Rządu. Po rozpadzie ZSRR pomnik był kilkukrotnie dewastowany, m.in. w 2011 i 2012. Pojawiały się też głosy wzywające do jego rozbiórki.